# Salzkammergut
Salzkammergut is een gebied in Oostenrijk, ten oosten van Salzburg, grotendeels het stroomgebied van de Traun, rechterzijrivier van de Donau. Driekwart van de regio valt onder de deelstaat Opper-Oostenrijk.
De naam Salzkammergut is ontstaan doordat al vanaf de Romeinse tijd zout wordt gewonnen in de streek. Het zout werd door gangenstelsels in de bergen uitgehakt, waardoor zogenaamde zoutkamers ontstonden. De toeristische industrie is belangrijker dan het winnen van zout, hoewel de zoutwinning nog steeds gebeurt.
Het werd door de prins-aartsbisschoppen van Salzburg bestuurd. In 1804 werd het gebied deel van Oostenrijk.
Hallstatt is de hoofdplaats van Salzkammergut, gelegen aan de Hallstätter See.
De volgende gebieden (en meren) vallen onder Salzkammergut:
- Ausseerland
- Inner Salzkammergut
- Mondseeland - Mondsee / Irrsee
- Almtal
- Attersee
- Attergau
- Bad Ischl
- Traunsee
- Fuschlsee
- Wolfgangsee

## Werelderfgoed
In 1997 werd het gebied als waardevol cultuurlandschap opgenomen in de Werelderfgoedlijst van UNESCO, als onderdeel van de inschrijving onder de titel Hallstatt-Dachstein / Salzkammergut cultureel landschap.
Historisch centrum van de stad Salzburg ·
Paleis en tuinen van Schönbrunn ·
Semmeringspoorlijn ·
Cultuurlandschap Hallstatt-Dachstein / Salzkammergut ·
Stad Graz - historisch centrum en slot Eggenberg ·
Cultuurlandschap Wachau ·
Historisch centrum van Wenen ·
Cultuurlandschap Fertő/Neusiedlermeer · 
Oude en voorhistorische beukenbossen van de Karpaten en andere regio's van Europa ·
Prehistorische paalwoningen in de Alpen ·
Historische kuuroorden van Europa (Baden bei Wien) ·
Grenzen van het Romeinse Rijk - De Donaulimes (Westelijk gedeelte)
- Gemeinsame Normdatei: 4051442-0
- Library of Congress Control Number: sh85116980
- Nationale Bibliotheek van Tsjechië: ge137819
- Nationale Bibliotheek van Israël: 987007553415405171
- Virtual International Authority File: 234136406